# Snøde Kirke
Snøde Kirke ligger i den vestlige del af landsbyen Snøde i Snøde Sogn. Det er en middelalderkirke indviet til Sankt Andreas. Prædikestolen er udført ca. 1635 i senrenæssancestil af den sønderjyske billedskærer Hans Gudewerdt.
I 2018 blev der anlagt en ny grusvej op til kirken, der er den højst beliggende på Langeland.